# ISO 3166-2:TC

Zámořské teritorium Velké Británie – ostrovy Turks a Caios

Kódy ISO 3166-2 pro Turks a Caicos neidentifikují žádné regiony (stav v roce 2015).